# Ennomos equestraria
Ennomos equestraria là một loài bướm đêm trong họ Geometridae.